# Hans Dieler
Hans Dieler (* Januar 1941 in Oppeln, Oberschlesien) ist ein deutscher Unternehmer. Er ist Geschäftsführender Gesellschafter der Textilhaus Dieler GmbH & Co. KG in Gelsenkirchen.

## Leben
Dieler wurde Mitte Januar als ältestes von neun Kindern geboren. Nach Abschluss der Realschule absolvierte er eine  Lehre zum Einzelhandelskaufmann und studierte an der Lehranstalt des Deutschen Textileinzelhandels in Nagold. 1959 trat er als Assistent der Geschäftsleitung in das von seinem Vater Karl Dieler 1945 in Gelsenkirchen gegründete Unternehmen Textilhaus Dieler ein. 1972 wurde zusammen mit seinen Geschwistern Mitgesellschafter der Firmen Textilhaus Dieler GmbH & Co. KG und Diegro Karl Dieler Großhandels-GmbH sowie der Dieler Beteiligungs-GmbH & Co. KG. 1983 wurden Hans Dieler und seine 3 Brüder neben ihrer Mutter Luise Dieler auch Geschäftsführer. Seit dem Tod des Vaters im Jahr 1976 haben sie die Firmengruppe gemeinsam geleitet.
Neben seiner unternehmerischen Tätigkeit trat er durch sein ehrenamtliches Engagement für berufsständische Belange hervor. Von 1969 bis 2008 gehörte er dem Vorstand des Einzelhandelsverbandes Gelsenkirchen an und übernahm 1984 dessen Vorsitz. Am 6. März 2007 wurde er als Nachfolger von Hubert Ruthmann zum Präsidenten der Industrie- und Handelskammer Nord Westfalen gewählt und blieb bis März 2010 in diesem Amt.

## Ehrungen
- 1996: Verdienstkreuz am Bande der Bundesrepublik Deutschland
- Januar 2010: Verdienstkreuz 1. Klasse der Bundesrepublik Deutschland